# Conservación de humedales

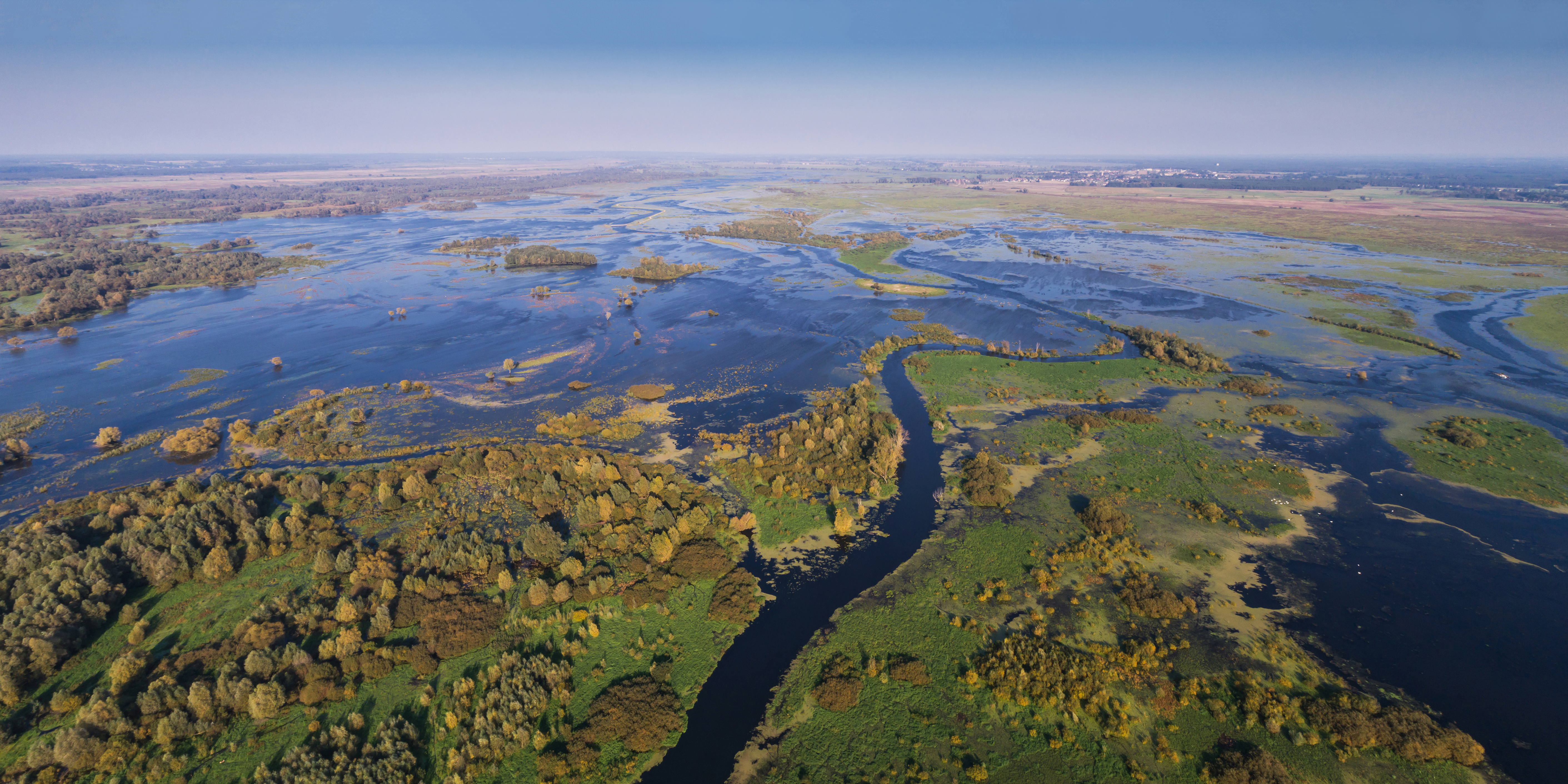
Vista aérea de un humedal en el parque nacional de Ujście Warty, cerca de Kostrzyn nad Odrą, Polonia.

La conservación de humedales tiene como objetivo proteger y preservar áreas de tierra, incluidos ciénagas, pantanos y turberas y, que están cubiertos de agua de manera estacional o permanente debido a una variedad de amenazas de peligros tanto naturales como antropogénicos. Algunos ejemplos de estos peligros incluyen la pérdida de hábitat, la contaminación y las especies invasoras. Los humedales varían ampliamente en sus niveles de salinidad, zonas climáticas, geografía circundante y desempeñan un papel crucial en el mantenimiento de la biodiversidad, los servicios ecosistémicos y el apoyo a las comunidades humanas. 

## Importancia de la conservación de los humedales
Restaurar los humedales mediante esfuerzos de conservación es fundamental para preservar sus funciones vitales. Estos ecosistemas ofrecen control natural de inundaciones, purificación del agua y apoyo a la biodiversidad, lo que los hace esenciales para la salud ecológica y el bienestar humano. La restauración de humedales tiene como objetivo rehabilitar áreas de humedales dañadas abordando factores como la retención de agua, el daño causado por actividades como la tala, el pastoreo y el uso de vehículos todo terreno, o los cambios en las fuentes de agua. Los proyectos de restauración pueden abarcar desde el cese de prácticas nocivas hasta el restablecimiento del flujo de agua y las características de los humedales. Al restaurar los humedales, se pueden mejorar sus capacidades de recuperación, mitigar los efectos del cambio climático y garantizar la provisión continua de valiosos servicios ecosistémicos.

## Esfuerzos y proyectos de restauración
Numerosos proyectos y organizaciones están contribuyendo activamente a los esfuerzos de restauración de humedales. A menudo colaboran con agencias gubernamentales, comunidades locales y conservacionistas para rehabilitar humedales degradados mediante la implementación de planes de restauración. Estas iniciativas incluyen actividades como restablecer el flujo de agua, controlar las especies invasoras y replantar la vegetación nativa, revitalizando en última instancia los ecosistemas de humedales y salvaguardando sus funciones ecológicas críticas. La siguiente lista no es exhaustiva.

### Administración Nacional Oceánica y Atmosférica (NOAA; EE. UU. 2022)
En la cuenca de Barataria, en Luisiana, la NOAA y sus socios han comenzado la construcción de uno de los mayores esfuerzos de restauración de hábitat hasta la fecha en un pantano de 1200 acres con la esperanza de restaurar y crear un nuevo hábitat, reducir la erosión y proteger a las comunidades.

### Proyecto de reforestación del Edén (EE. UU., 2022)
El Proyecto de Reforestación Edén es una organización sin fines de lucro que colabora directamente con comunidades locales y organizaciones gubernamentales y no gubernamentales y se centra en los esfuerzos de reforestación global. Trabajan en varios países, empleando trabajadores locales para plantar árboles y restaurar bosques dañados, con el objetivo de combatir la deforestación, aliviar la pobreza y mitigar los efectos del cambio climático. Edén se basa en estrategias basadas en datos en sus esfuerzos de restauración y mantiene una fuerte dedicación a las prácticas de gestión flexibles. Esto implica integrar los últimos conocimientos científicos, adaptar los métodos a medida que evolucionan e implementar técnicas de monitoreo personalizadas para cada proyecto para garantizar su efectividad, confiabilidad y repetibilidad.

### Plan Integral de Restauración de los Everglades (CERP; EE. UU. 2000-actualidad)
El CERP es un plan multimillonario aprobado por el Congreso de los Estados Unidos. en 2000 para salvar los humedales de los Everglades en el sur de Florida, de los cuales sólo queda el 50% de sus humedales naturales. El objetivo de este plan es aumentar el almacenamiento de agua dulce, mejorar la calidad del agua y restablecer el flujo natural de agua. De los 68 componentes de restauración delineados en la Estrategia de Desarrollo Integrado, 24 se habían finalizado a fines de 2021. Durante ese mismo año se concluyeron con éxito dos proyectos adicionales. En 2022, un proyecto está en vías de completarse, mientras que la construcción avanza activamente en otros nueve proyectos.

### Conservación de los humedales del río Amarillo (China, 2019)
El Proyecto de Conservación de Humedales del Río Amarillo es una iniciativa en China destinada a preservar y restaurar los ecosistemas de humedales críticos a lo largo del Río Amarillo, también conocido como Huang He. El río Amarillo es uno de los principales ríos de China y fluye a través de varias provincias, sustentando diversos hábitats de humedales y vida silvestre. El proyecto se centra en una variedad de actividades que incluyen la restauración de humedales, la protección de la biodiversidad y el uso sostenible de la tierra.

### Programa de la cuenca del Danubio (Europa 2023-actualidad)
Dunube4all es un esfuerzo apoyado para restaurar los océanos y las aguas de Europa. El objetivo de este proyecto es restaurar los ecosistemas de agua dulce en la cuenca del río Danubio para el año 2030. El proyecto emplea un enfoque intersectorial para abordar la amplia gama de problemas ambientales dentro de la cuenca del río Danubio. Estos incluyen la pérdida significativa de conectividad fluvial, el deterioro relacionado del ecosistema, la disminución de la biodiversidad y la necesidad de nuevos enfoques para soluciones centradas en la naturaleza que puedan rejuvenecer nuestra relación con el río.

### Proyecto de gestión de la pitón birmana (Florida, EE. UU., 2024-presente)
El Proyecto de Gestión de la Pitón Birmana en el Parque Nacional Everglades de Florida aborda el impacto ecológico de las pitones birmanas invasoras, que han contribuido a disminuciones significativas en las poblaciones de vida silvestre local. Estas serpientes no nativas han establecido una población reproductora en los Everglades, afectando a especies como mapaches, zarigüeyas y conejos de pantano. El proyecto utiliza tecnología de telemetría basada en drones, incluidos sistemas desarrollados por Wildlife Drones para rastrear y monitorear múltiples pitones marcados en grandes áreas, mejorando la recopilación de datos y apoyando los esfuerzos para gestionar la población de pitones y restaurar el ecosistema de los Everglades. 